# دونالد نيلسون
دونالد نيلسون (بالإنجليزية: Donald M. Nelson)‏ هو رائد أعمال أمريكي، ولد في 1888 في هانيبال في الولايات المتحدة، وتوفي في 1959.